# Односи Србије и Маурицијуса
Односи Србије и Маурицијуса су инострани односи Републике Србије и Републике Маурицијуса.

## Билатерални односи
Дипломатски односи са Маурицијусом су успостављени 1969. године.
Амбасада Републике Србије у Преторији (Јужноафричка Република) радно покрива Маурицијус.

### Политички односи
Министар иностраних послова Републике Маурицијус посетио је Републику Србију септембра 2011. године, ради учешћа на јубиларном скупу Покрета несврстаних земаља.
Република Маурициус не признаје ЈПНК и током 38. Генералне конференције УНЕСКО гласала је против пријема тзв. "Косова".
Председник Републике Србије Т. Николић одликовао је поводом Дана државности 15. фебруара 2016. године председницу Републике Маурицијуса гђу А. Гуриб-Факиму Орденом Републике Србије на Ленти.

### Економски односи
- У 2020. години извоз Србије је био 999.000 долара, а увоз 496.000 долара.
- У 2019. години извоз Србије је био 787.000 УСД, а увоз 569.000 УСД.
- У 2018. години извоз Србије био је 2.160.000 долара, а увоз 690.000 долара.[3][4]